# Dasycercus
Genre
Le genre Dasycercus (qui veut dire queue en houppe) regroupe deux espèces dite rat-marsupial, les Kowari et les Mulgara. Ce sont des petits marsupiaux carnivores proches du diable de Tasmanie et des dasyures qui vivent dans les déserts et les zones semi-désertiques du centre de l'Australie.
Ils mesurent 12,5 à 22 cm de long avec une queue de 7 à 13 cm. Ce sont des animaux nocturnes mais qui exceptionnellement peuvent prendre des bains de soleil à l'entrée de leur terrier. Ils ont tendance à rester dans des zones ombragées. Leurs reins ont un pouvoir de concentrer énormément les urines qu'ils excrètent pour économiser l'eau dont ils ont besoin car ils ne boivent que très rarement. Ils se nourrissent essentiellement d'insectes et accessoirement de lézards et de serpents nouveau-nés. Ils se reproduisent de juin à septembre et ont des portées de 6 à 7 jeunes. La poche ventrale comprend deux replis latéraux.
Le genre comprenait autrefois d'autres espèces mais elles ont été transférées dans d'autres genres. La séparation du genre en deux espèces différentes est récente car elles se ressemblent beaucoup. La première, D. blythi ou Kowari, a une queue non huppée, deux paires de prémolaires supérieures et six mamelles. La seconde, D. cristicauda ou Mulgara, a une queue en houppe, trois paires de molaires supérieures et huit mamelles.
Beaucoup reste encore à apprendre sur ces animaux.